# Harbin (bière)
 (février 2025).
Si vous disposez d'ouvrages ou d'articles de référence ou si vous connaissez des sites web de qualité traitant du thème abordé ici, merci de compléter l'article en donnant les références utiles à sa vérifiabilité et en les liant à la section « Notes et références ».
La Harbin (chinois simplifié : 哈尔滨啤酒 ; chinois traditionnel : 哈爾濱啤酒 ; pinyin : Hā'ěrbīn Píjiǔ), est une marque de bière produite en Chine, dans la ville de Harbin. C'est la quatrième marque de bière la plus importante de Chine, après Tsingtao, Yanjing et Snow.

## Historique
En 1898 commence le projet Trans-Mandchourie, qui consiste en la construction d'une ligne de chemin de fer à travers ce qu'on appelle à cette date la Mandchourie. Un ressortissant russe nommé Ulubulevskij fonde alors une brasserie pour fournir les Russes travaillant sur ce chantier. La brasserie Ulubulevskij est inaugurée en 1900 dans la ville de Harbin au nord de la Chine, ce qui fait d'elle la plus ancienne brasserie de Chine. En 1908, il renomme la brasserie Gulunia. En 1932, la brasserie passe sous le contrôle conjoint de ressortissants chinois et tchèques et s'appelle simplement "Harbin Brasserie".
De 1946 à 1950, lorsque la Russie envahit la Mandchourie, la société est contrôlée par des ressortissants soviétiques. La brasserie prend alors le nom "Quilin Stock Company Limited". À la libération lorsque Staline restitue les avoirs chinois, le gouvernement chinois nationalise l'entreprise qui reprend son nom "Harbin Brasserie" et la gère comme une entreprise d'État.
Le Grand Bond en avant de 1959 marque un tournant dans l'évolution de la brasserie car la famine et la pénurie de riz poussent l'entreprise à brasser du maïs plutôt que du riz. La croissance de l'entreprise reprend, et à partir de 1973 elle investit dans une machine automatisée de stérilisation.
En juin 2003, la réforme économique chinoise permet à SABMiller d'acquérir 29,6 % de participation dans l'entreprise, mais s'ensuit en 2004 une bataille juridique et financière entre SABMiller et Anheuser-Busch InBev qui se solde par la victoire de Anheuser-Busch InBev, société brassicole internationale. Ce nouveau propriétaire permet à la bière de connaître un certain succès à l'export, en Europe et en Amérique du nord, mais largement minoritaire par rapport à la Tsingtao.
La brasserie est inscrite à la bourse de Hong Kong, et fait aujourd'hui partie des géants de la bière en Chine, avec une capacité de production annuelle supérieure à 1 million de tonnes de bière. 

## Caractéristiques
À l'image de la plus célèbre bière chinoise, la Tsingtao, la Harbin est fabriquée à base de levure allemande, à double fermentation.
- bière blonde
- degré alcoolique : 4,8 % du volume

On trouve les déclinaisons "Hapi", "Golden Hapi", "Harbin" et "Lager Harbin Premium" (à base de blé).

## Évènement
La brasserie Harbin est sponsor du Festival de sculptures sur glace et de neige de Harbin.

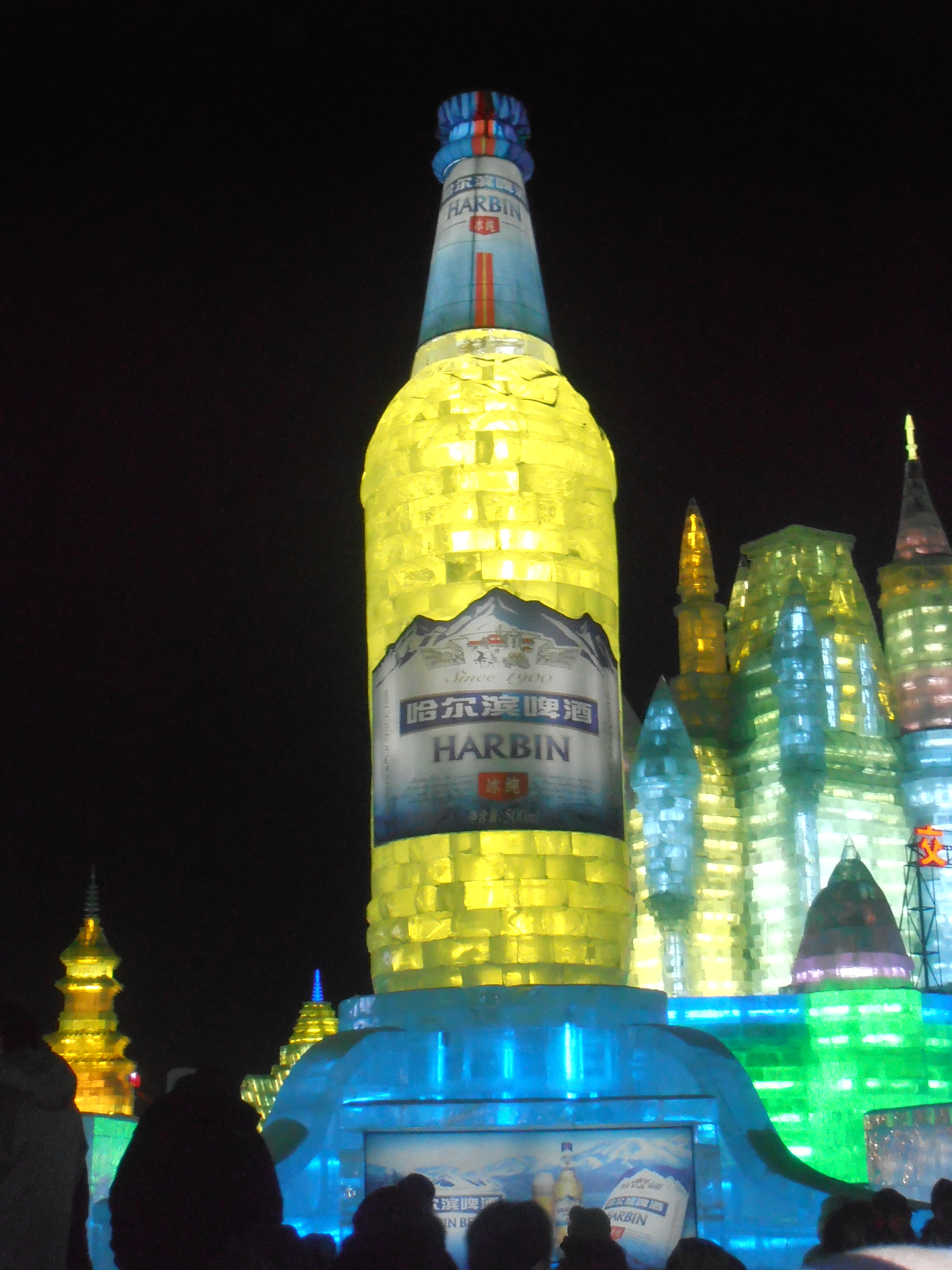
Bière Harbin faite de glace au Festival de sculptures sur glace et de neige de Harbin

## Site externe
- (en) Michael Jackson's Beer Hunter